# Michel Bompini
 (septembre 2021).
 Michel Bompini Balinga  (né à Losenge le 29 octobre en 1975) est un homme politique de la République démocratique du Congo et député national, élu de la circonscription d'oshwe dans la province de la Mai-Ndombe,,,.

## Biographie
Michel Bompini est né à Bandundu le 29 octobre 1975, élu député national dans la circonscription électorale d'oshwe dans la province de Mai-Ndombe, il est membre de regroupement politique ARDP.